# Khwahan
Khwahan oder Chwahan (persisch خواهان Chvahan, tadschikisch Хоҳон Chohon) ist ein Ort in der Provinz Badachschan im Nordosten von Afghanistan und Sitz der Verwaltung des Kwahan-Distrikts. Westlich des Ortes liegt der kleine Flugplatz Chwahan.  Es liegt am linken Ufer des Flusses Pandsch, in der historischen Region Darwaz.
Im Ort liegt die Festung Qala Chwahan, aus Lehm in quadratischem Grundriss erbaut mit drei Bastionen auf jeder Seite, im regionalen Stil.
Das Dorf umfasste um die Wende des 20. Jahrhunderts etwa 160 Häuser. 

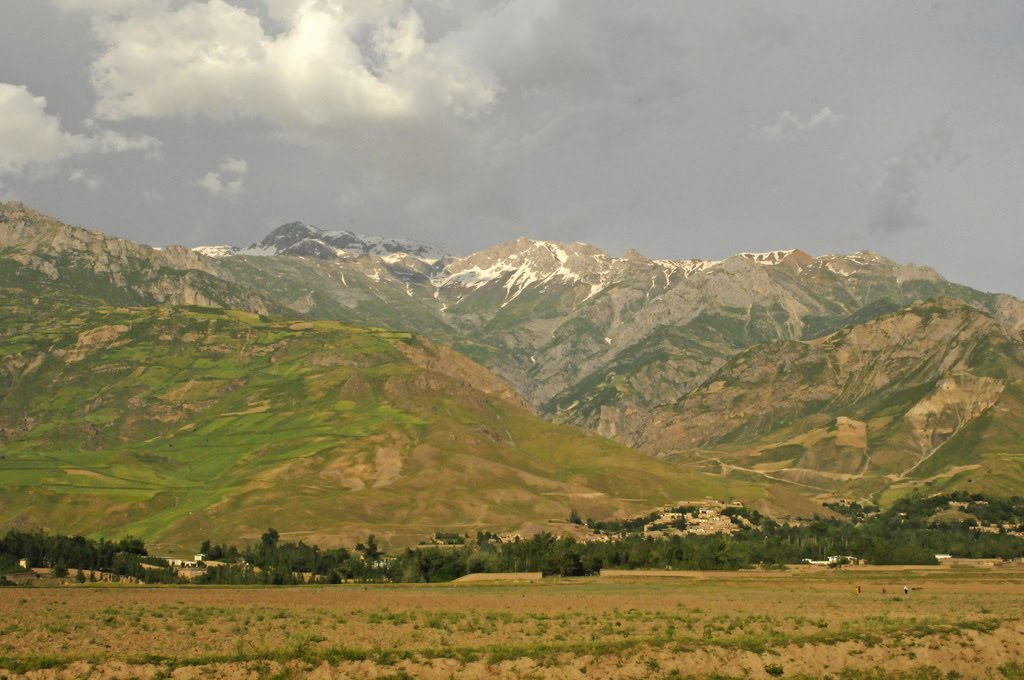
Chwahan

Die Bewohner dieser Gegend sprechen Dari-Persisch und sind sunnitische Muslime; Haupterwerb ist die Landwirtschaft, wo Buchweizen, rote und weiße Gerste, Sesam, Zucchini, Mais, Mungobohnen, Erbsen, Bohnen und Kartoffeln angebaut werden.

## Geographie
Das Gebiet ist bergig mit dem Kuh-e Kallat (4090 m) als höchste Erhebung. Der Ort liegt am Fluss Panj und ist eine der wenigen afghanischen Städte mit Tadschikistan im Süden. Es besteht eine Straßenverbindung nach Kulob, Tadschikistan.

## Klima
Chwahans Klima ist feucht-kontinental (Köppen) mit einer jährlichen Durchschnittstemperatur von 9,4 °C. Der September ist mit 19 Millimetern Niederschlag der trockenste Monat. Im Mai erreicht der Niederschlag mit durchschnittlich 172 Millimetern seinen Höhepunkt.